# Салабашева мелница
Салабашевата мелница (на гръцки: Αλευρόμυλος Σαλαμπάση) е историческа производствена сграда, мелница за брашно, в град Воден, Гърция.
Разположена е между Вароша и Парка с водопадите.
В 1997 година като пример за традиционната производствена архитектура мелницата е обявена за паметник на културата. В 1998 година за защитен паметник е обявено и колелото на мелницата, преместено в новата мелница на Братя Дзукас в Нисия.